# ناویوکی یامازاکی
ناویوکی یامازاکی (انگلیسی: Naoyuki Yamazaki؛ زادهٔ ۵ مهٔ ۱۹۹۱) بازیکن فوتبال اهل ژاپن است.